# András Haklits
András Haklits, né le 23 septembre 1977, est un athlète croate, spécialiste du lancer du marteau. Il représentait la Hongrie jusqu'en juillet 1998.
Sa meilleure performance est de 80,41 m, réalisée à Marietta en mai 2005.